# میدان نفتی اسفندیار
میدان نفتی اسفندیار از میدان‌های نفتی ایران است، که دارای مخزن مشترک با عربستان سعودی می‌باشد و بخش عربی آن میدان لؤلؤ نام دارد. این میدان در فاصلۀ ۹۵ کیلومتری جنوب غربی جزیرۀ خارک واقع شده‌است.
میدان اسفندیار در سال ۱۳۴۵ توسط شرکت آیپک کشف شد، ولی تاکنون عملاً هیچ بهره‌برداری از نفت آن صورت نگرفته و همواره به‌علت تحریم و همچنین عدم تمایل شرکت‌های تخصصی نفتی به حضور در ایران و انعقاد قرارداد با وزارت نفت جمهوری اسلامی، همواره در نیم سدۀ گذشته، این میدان تولیدی نداشته‌است. نفت میدان اسفندیار دارای درجۀ سبکی API ۳۰ است. این میدان دارای ۵۳۲ میلیون بشکه نفت خام درجا می‌باشد.

## توسعه میدان

### پترو ایران
در سال ۱۳۸۱ قرارداد توسعه میدان نفتی اسفندیار در قالب بیع متقابل با هدف تولید روزانه چهار هزار بشکه نفت، با شرکت پتروایران منعقد شد. ارزش قرارداد بیش از ۳۹۵ میلیون و ۷۰۰ هزار دلار و مدت اجرای پروژه پنج سال و زمان خاتمه آن بهار ۱۳۸۶ بود. در حالی که پترو ایران عملیات را در میدان نفتی اسفندیار آغاز کرده و طبق برنامه پیش نرفته بود، شرکت نفت فلات قاره ایران به عنوان بهره‌بردار طرح اعلام کرد که میدان نفتی اسفندیار توانایی تولید بیشتری دارد و برهمین اساس شرح کار پروژه تغییر یافت و تغییرات جدیدی در طراحی‌ها و نوع تأسیسات صورت گرفت.
بر این اساس با طولانی شدن زمان اجرای توسعه میدان اسفندیار توسط شرکت پترو ایران از یک طرف و همچنین درخواست تغییر شرح کار اولیه و افزایش ظرفیت تولید از طرف دیگر، تأمین مالی پروژه با مشکلات زیادی روبه‌رو شد به طوری که این افزایش هزینه طرح را شورای اقتصاد تصویب نکرد و در نهایت اجرای پروژه متوقف و در نهایت قرارداد اجرای طرح توسعه این میدان با شرکت پترو ایران فسخ شد و اجرای آن به شرکت نفت فلات قاره سپرده شد تا در مرحله اول توسعه میدان اسفندیار روزانه ۱۰ هزار بشکه نفت‌خام و در مرحله بعدی ۲۰ هزار بشکه نفت‌خام تولید شود.

### پتروناس
به دنبال واگذاری اجرای طرح توسعه میدان نفتی اسفندیار به شرکت نفت فلات قاره، این شرکت اقدام به برگزاری مناقصه در سال ۱۳۸۶ کرد و در نهایت توسعه این میدان نفتی در بهار سال ۱۳۸۸ به صور فاینانس به شرکت مالزیایی پتروناس واگذار شد البته شرکت ملی نفت ایران این مجوز را هم داده بود که چنانچه شرکت مالزیایی به نتیجه نرسید، توسعه میدان اسفندیار به شکل تولید زودهنگام در سال ۱۳۸۸ توسط شرکت نفت فلات قاره آغاز شود. در پی این امر محمود زیرکچیان‌زاده مدیر عامل وقت شرکت نفت فلات قاره ایران از سرمایه‌گذاری ۴۰۰ میلیون یورویی بانک ملی قطر برابر با ۱۰۰ درصد سرمایه اولیه توسعه میدان نفتی مشترک اسفندیار در این پروژه خبر داد که قرار بود با نهایی‌شدن مذاکرات، عملیات اجرایی توسعه میدان مشترک اسفندیار توسط پیمانکار مالزیایی آغاز شود. البته پس از مدتی بانک ملی قطر اعلام کرد که این بانک هیچ گونه اطلاعی دربارهٔ سرمایه‌گذاری برای توسعه میدان دریایی اسفندیار ندارد و قرار هم نیست که چنین سرمایه‌گذاری توسط این بانک صورت پذیرد و در نتیجه در این شرایط قرارداد با پیمانکار مالزیایی لغو شد.
در این راستا، شهریور ماه ۱۳۸۹ بود که وزارت نفت تصمیم به توسعه این میدان با استفاده از توان داخلی گرفت و مدیرعامل شرکت نفت فلات قاره نیز گفت که که به‌این منظور از محل انرژی فاند (صندوق انرژی) ۴۰۰ میلیون یورو منابع به توسعه میدان مشترک اسفندیار اختصاص داده شده‌است. همچنین با تأمین منابع مالی، به‌زودی مناقصه‌هایی برای انتخاب پیمانکاران این پروژه آغاز می‌شود.

### دولت دهم
اما توسعه این میدان تا زمان روی کار آمدن رستم قاسمی، دومین وزیر نفت دولت دهم در سال ۱۳۹۰ باز هم بلاتکلیف ماند تا این که وی وعده داد که تکلیف میادین مشترک نفت و گاز تا پایان سال ۱۳۹۱ مشخص می‌شود. زیرکچیان زاده در آن زمان گفت که برای توسعه این میدان با دوسه شرکت داخلی مذاکراتی انجام شده‌است. البته در این میان اگرچه اخباری مبنی بر سرمایه‌گذاری بانک پاسارگاد برای توسعه میدان نفتی اسفندیار منتشر شد اما چندی بعد این بانک حضور در این پروژه را رد کرد و به هر حال حتی اگر این بانک اقدام به سرمایه‌گذاری برای توسعه این میدان کرده باشد، کار به جایی نرسیده اکنون نیز توسعه این میدان نفتی منتظر سرمایه‌گذار است.
برآوردها حاکی از آن است که توسعه این میدان مشترک نفتی در خلیج فارس به حدود ۵۰۰ تا ۷۰۰ میلیون دلار سرمایه‌گذاری نیاز دارد. وزارت نفت اعلام کرده که در مورد توسعه میدان اسفندیار به دلیل اولویت بندی توسعه میادین با توجه به محدودیت منابع مالی، مذاکرات با شرکت‌های متقاضی سرمایه‌گذاری در حال انجام است.

## زیان
اگر توسعه میدان نفتی اسفندیار طبق طرح اولیه در بهار ۱۳۸۶ با ظرفیت تولید روزانه ۴ هزار بشکه به بهره‌برداری می‌رسید، با در نظر گرفتن متوسط قیمت نفت در طول سال‌های گذشته، تا سال ۱۳۹۳ درآمدی معادل حداقل یک میلیارد دلار نصیب کشور می‌شد.